# Masashi Ebinuma
Masashi Ebinuma (jap. 海老沼匡 Masashi Ebinuma; ur. 15 lutego 1990 w Oyama) – japoński judoka, brązowy medalista olimpijski, trzykrotny mistrz świata.
Zdobywca brązowego medalu igrzysk olimpijskich w Londynie, pokonując w walce o trzecie miejsce Polaka Pawła Zagrodnika. Drugi brązowy medal zdobył na igrzyskach olimpijskich w 2016 w Rio de Janeiro. Trzykrotny mistrz świata (2011, 2013 i 2014).